# VM i skak 1985
VM i skak 1985 var en match mellem den regerende verdensmester i skak Anatolij Karpov, Sovjetunionen, og hans landsmand Garri Kasparov. Deres forudgående match var blevet afbrudt af FIDE-præsident Florencio Campomanes ved stillingen 5 – 3 (40 remis) til Karpov, hvor Karpov kun manglede en gevinst for at vinde matchen, men Kasparov havde fået overtaget. FIDE besluttede at afvikle en ny match, der skulle gå til bedst af 24 partier. Kasparov vandt matchen 13 – 11 og blev dermed skakhistoriens indtil da yngste officielle verdensmester.
Matchen blev spillet mellem 3. september og 9. november 1985 i Moskva.

## Baggrund og matchregler
Efter den afbrudte match var der en del beslutninger, der skulle træffes, ud over at der skulle spilles en ny match. Kasparov havde bl.a. rejst spørgsmålet, om Karpov kunne betragtes som regerende mester, når matchen ikke var blevet færdigspillet. I juli måned besluttede FIDEs eksekutivkomité følgende::
- Matchen skulle spilles til bedst af 24 partier.
- Det blev fastslået, at Karpov var regerende mester og ville beholde titlen ved uafgjort 12 – 12.
- Hvis han tabte matchen, ville Karpov få den returmatch, man havde besluttet, da matchformatet var først til seks gevinster (og man derfor ikke kunne spille uafgjort). Herefter skulle revancheretten for den siddende mester bortfalde.
- I tilfælde af, at der kom en returmatch, ville taberen af denne blive seedet direkte til finalen i kandidatturneringen som skulle være en match over 24 parter. En ny udfordrer skulle derfor slå både Karpov og Kasparov for at blive mester.

## Styrkeforholdet inden matchen
De to spillere spillede ikke mange officielle partier mellem den afbrudte match og den nye. Kasparov vandt i løbet af sommeren to træningsmatcher mod Robert Hübner fra Vesttyskland med 4½ – 1½ og mod Ulf Andersson fra Sverige med 4 – 2, og Karpov vandt i juli en mindre turnering i Amsterdam med deltagelse af bl.a. Jan Timman, Holland.

## Matchresultat
| VM matchen Karpov-Kasparov, 1985 | VM matchen Karpov-Kasparov, 1985 | VM matchen Karpov-Kasparov, 1985 | VM matchen Karpov-Kasparov, 1985 | VM matchen Karpov-Kasparov, 1985 | VM matchen Karpov-Kasparov, 1985 | VM matchen Karpov-Kasparov, 1985 |
| Parti                            | Dato (1986)                      | Hvid                             | Sort                             | Resultat                         | I alt Karpov                     | I alt Kasparov                   |
| -------------------------------- | -------------------------------- | -------------------------------- | -------------------------------- | -------------------------------- | -------------------------------- | -------------------------------- |
| 1                                | 3. september                     | Kasparov                         | Karpov                           | 1 - 0                            | 0                                | 1                                |
| 2                                | 5. september                     | Karpov                           | Kasparov                         | ½ - ½                            | ½                                | 1½                               |
| 3                                | 10. september                    | Kasparov                         | Karpov                           | ½ - ½                            | 1                                | 2                                |
| 4                                | 12. september                    | Karpov                           | Kasparov                         | 1 - 0                            | 2                                | 2                                |
| 5                                | 14. september                    | Kasparov                         | Karpov                           | 0 - 1                            | 3                                | 2                                |
| 6                                | 19. september                    | Karpov                           | Kasparov                         | ½ – ½                            | 3½                               | 2½                               |
| 7                                | 21. september                    | Kasparov                         | Karpov                           | ½ – ½                            | 4                                | 3                                |
| 8                                | 24. september                    | Karpov                           | Kasparov                         | ½ - ½                            | 4½                               | 3½                               |
| 9                                | 26. september                    | Kasparov                         | Karpov                           | ½ - ½                            | 5                                | 4                                |
| 10                               | 28. september                    | Karpov                           | Kasparov                         | ½ – ½                            | 5½                               | 4½                               |
| 11                               | 1. oktober                       | Kasparov                         | Karpov                           | 1 - 0                            | 5½                               | 5½                               |
| 12                               | 3. oktober                       | Karpov                           | Kasparov                         | ½ - ½                            | 6                                | 6                                |
| 13                               | 8. oktober                       | Kasparov                         | Karpov                           | ½ – ½                            | 6½                               | 6½                               |
| 14                               | 10. oktober                      | Karpov                           | Kasparov                         | ½ - ½                            | 7                                | 7                                |
| 15                               | 12. oktober                      | Kasparov                         | Karpov                           | ½ - ½                            | 7½                               | 7½                               |
| 16                               | 15. oktober                      | Karpov                           | Kasparov                         | 0 - 1                            | 7½                               | 8½                               |
| 17                               | 17. oktober                      | Kasparov                         | Karpov                           | ½ - ½                            | 8                                | 9                                |
| 18                               | 22. oktober                      | Karpov                           | Kasparov                         | ½ - ½                            | 8½                               | 9½                               |
| 19                               | 24. oktober                      | Kasparov                         | Karpov                           | 1 - 0                            | 8½                               | 10½                              |
| 20                               | 26. oktober                      | Karpov                           | Kasparov                         | ½ – ½                            | 9                                | 11                               |
| 21                               | 31. oktober                      | Kasparov                         | Karpov                           | ½ - ½                            | 9½                               | 11½                              |
| 22                               | 5. november                      | Karpov                           | Kasparov                         | 1 - 0                            | 10½                              | 11½                              |
| 23                               | 7. november                      | Kasparov                         | Karpov                           | ½ – ½                            | 11                               | 12                               |
| 24                               | 9. november                      | Karpov                           | Kasparov                         | 0 - 1                            | 11                               | 13                               |

## Efterspil
I tillæg til at man før matchen afskaffede fremtidige revanchematcher ud over den kommende VM i skak 1986, fik forløbet omkring den afbrudte match og de forsinkelser, det havde medført, FIDE til at trække i land på endnu et område: Man havde i 1984 besluttet at gå over til en toårig VM-cyklus, men dette blev droppet pga. de store problemer med at få kalenderen til at stemme.